# Natasha (cráter)
Natasha es un pequeño cráter de impacto situado en la cara visible de la Luna, al este del cráter Brayley y al sur de Euler. Sus vecinos más cercanos son los cráteres Ango y Rosa al noroeste; Jehan en el noroeste, y Akis al oeste. En el noroeste del cráter se halla el Mons Vinogradov; en el norte la Rima Euler; y en el oeste la Rima Wan-Yu y la Catena Pierre.
|  |

El cráter tiene forma circular, con un borde prácticamente intacto. El eje del borde sobre el terreno circundante tiene una altura de unos 450 metros. La plataforma central, posiblemente inundada por la lava, presenta numerosos pequeños impactos, especialmente en su parte norte. El terreno en el sur del cráter es atravesado por los rayos del sistema de marcas radiales del cráter Copérnico.
Su designación hace referencia a un nombre originalmente no oficial rotulado en la página 39C2/S1 de la serie de planos del Lunar Topophotomap de la NASA. Fue adoptada por la UAI en 1976. Con anterioridad era denominado Euler P.

## Referencias

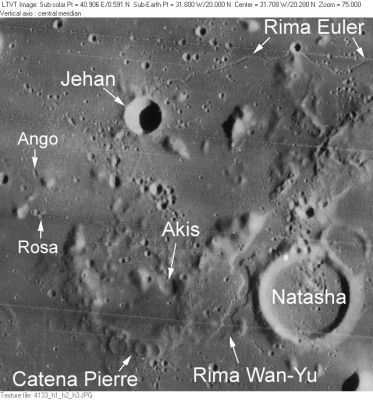
Imagen de la misión Lunar Orbiter 4